# Vítor Ferreira
Vítor Machado Ferreira (* 13. února 2000 Faro), známý též jako Vitinha, je portugalský profesionální fotbalista, který hraje na pozici ofenzivního záložníka za francouzský klub Paris Saint-Germain a za portugalské národní mužstvo.

## Klubová kariéra

### FC Porto
Vitinha debutoval v Segunda Lize v rezervním týmu FC Porto 11. srpna 2019 v zápase proti Sporting Covilhã. 28. ledna 2020 odehrál svůj první zápas v A-týmu Porta, když v 61. minutě zápasu proti Gil Vicente vystřídal Wilsona Manafu. V sezóně odehrál celkem 8 ligových zápasů, pokaždé do utkání nastoupil z lavičky. Pomohl tak Portu k zisku ligové trofeje v sezóně 2019/20.

#### Wolverhampton Wanderes (hostování)
Dne 9. září 2020 odešel na sezónní hostování do anglického prvoligového klubu Wolverhampton Wanderers. Součástí hostování je opce na trvalý přestup po ukončení hostování stanovenou na částku okolo 20 miliónů euro. Vitinha debutoval v dresu Wolves 14. září 2020 v ligovém zápase proti Sheffieldu United, když v 86. minutě prvního kola sezóny 2020/21 vystřídal Joãa Moutinha. V základní sestavě se objevil o tři dny později, a to v zápase EFL Cupu proti Stoke City.
Vitinha startoval v ligovém utkání poprvé 29. prosince 2020 proti Manchesteru United; zápas skončil vítězstvím Rudých ďáblů 1:0, po brance Marcuse Rashforda v 93. minutě.
Dne 22. ledna 2021 vstřelil Vitinha svůj první gól v klubu ránou z 30 metrů ve čtvrtém kole FA Cupu při výhře 1:0 nad Chorley.

#### Návrat do Porta
Vitinha začal sezónu 2021/22 na lavičce náhradníků, ale po dobrých výkonech na Mistrovství Evropy do 21 let se začal prosazovat do základní sestavy. Svůj první gól v dresu Porta vstřelil 3. prosince při výhře 3:0 nad Portimonense. Po odchodu Sérgia Oliveiry do AS Řím v lednu 2022 se Vitinha stal stabilním členem základní sestavy trenéra Sérgia Conceiçãa. V prosinci a lednu byl jmenován nejlepším hráčem měsíce portugalské Primeira Ligy.
V sezóně odehrál dohromady 47 utkání a pomohl svými výkony k zisku ligového titulu a gólem ve finále Taça de Portugal dovedl Porto k výhře 3:1 nad CD Tondela a k dovršení domácího double. Objevil se také v nejlepší jedenáctce sezóny portugalské Primeira Ligy.

### Paris Saint-Germain
Dne 30. června 2022 podepsal Vitinha pětiletý kontrakt s francouzským klubem Paris Saint-Germain za částku okolo 40 milionů euro.

## Statistiky

### Klubové
K 1. červenci 2022
| Klub                  | Sezóna  | Liga           | Liga   | Liga | Národní pohár | Národní pohár | Ligový pohár | Ligový pohár | Evropské poháry | Evropské poháry | Celkem | Celkem |
| Klub                  | Sezóna  | Liga           | Zápasy | Góly | Zápasy        | Góly          | Zápasy       | Góly         | Zápasy          | Góly            | Zápasy | Góly   |
| --------------------- | ------- | -------------- | ------ | ---- | ------------- | ------------- | ------------ | ------------ | --------------- | --------------- | ------ | ------ |
| Porto                 | 2019/20 | Primeira Liga  | 8      | 0    | 3             | 0             | 1            | 0            | 0               | 0               | 12     | 0      |
| Porto                 | 2021/22 | Primeira Liga  | 30     | 2    | 7             | 2             | 0            | 0            | 10              | 0               | 47     | 4      |
| Porto                 | Celkem  | Celkem         | 38     | 2    | 10            | 2             | 1            | 0            | 10              | 0               | 59     | 4      |
| Wolverhampton (host.) | 2020/21 | Premier League | 19     | 0    | 2             | 1             | 1            | 0            | —               | —               | 22     | 1      |
| Paris Saint-Germain   | 2022/23 | Ligue 1        | 0      | 0    | 0             | 0             | —            | —            | 0               | 0               | 0      | 0      |
| Celkem                | Celkem  | Celkem         | 57     | 2    | 12            | 3             | 2            | 0            | 10              | 0               | 81     | 5      |

## Ocenění

### Klubové

#### Porto (mládež)
- Juniorská liga UEFA: 2018/19[18]

#### Porto
- Primeira Liga: 2019/20,[19] 2021/22[20]
- Taça de Portugal: 2019/20,[21] 2021/22[22]

### Reprezentační

#### Portugalsko U19
- Mistrovství Evropy do 19 let: 2019

### Individuální
- Hráč měsíce Primeira Ligy: prosinec 2021, leden 2022
- Záložník měsíce Primeira Ligy: prosinec 2021, leden 2022
- Jedenáctka sezóny Primeira Ligy: 2021/22
- Průlomový hráč turnaje Tournoi de Toulon: 2019[23]
- Jedenáctka turnaje Tournoi de Toulon: 2019[24]